# 明登邁恩斯 (密蘇里州)
明登邁恩斯（英語：Mindenmines）是位於美國密蘇里州巴頓縣的城市。

## 人口
根據2020年美國人口普查的數據，明登邁恩斯的面積為9.82平方千米，當中陸地面積為9.45平方千米，而水域面積為0.37平方千米。當地共有人口271人，而人口密度為每平方千米28人。